# Witvis

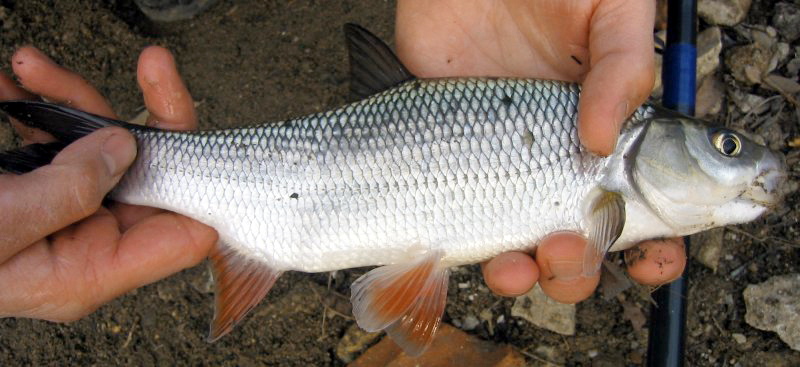
Winde

Witvis is een informele verzamelnaam voor verschillende licht gekleurde karperachtigen, ongeveer overeenkomend met de karperachtigen die in de Benelux voorkomen. De term wordt vooral gebruikt door recreatie- en sportvissers, maar komt ook voor in de vishandel en in keukenrecepten. De benaming wordt ook anders gebruikt, zie het kopje Ander gebruik van de term.

## Nadere omschrijving
Deze karperachtigen lijken veel op elkaar en kruisen ook vaak onderling. In de Benelux zijn dit als belangrijkste: brasem, kolblei, blankvoorn, rietvoorn, winde, roofblei, kopvoorn, serpeling, sneep, alver, vetje en bittervoorn, hoewel de laatste twee nauwelijks aan de hengel worden gevangen. Ze worden informeel ook onderscheiden in voorns en brasem, waarbij kolblei en kleine brasem vaak bliek worden genoemd.
In de binnenwateren van Vlaanderen en Nederland maken witvissen over het algemeen het grootste gedeelte van de biomassa aan vis uit. Bijna alle witvis komt voor in scholen en soms in kleine groepjes van oudere exemplaren. Ze zijn een belangrijk onderdeel van de voedselketen met als predatoren baars, snoekbaars, paling, meerval en snoek. De meeste witvissen eten ongewervelden, maar sommige soorten, met name rietvoorn, gebruiken ook wel plantaardig voedsel. Oudere witvissen eten vaak ook kleine visjes. De oudere roofblei is de enige soort die gespecialiseerd is in vis als prooi. De sneep is gespecialiseerd in het eten van algen, die hij met de dikke verhoornde lippen van de keien kan schrapen.

## Ander gebruik van de term
Soms verschijnt het woord witvis in slechte vertalingen uit het Engels. Mogelijk wordt dan whitefish bedoeld, het Engelse woord voor houtingen (marene), een familie van zalmachtige vissen. Taalkundigen duiden dergelijke verwarrende overeenkomsten aan als valse vrienden.
Ook zeevissoorten worden wel als witvis aangeduid, bijvoorbeeld kabeljauwachtigen zoals koolvis en pollak en baarsachtigen zoals de zeebaars. Een vishandel schaart onder witvis allerlei zeevissen met witte filets (visvlees) en noemt heilbot, kabeljauw, hamvis, heek, schol, neustong en schelvis.